# Сілістринська область
Сілістринська область (болг. Област Силистра) — область в Північно-східному регіоні Болгарії. Центр — місто Сілістра.
| Болгарія | Це незавершена стаття з географії Болгарії. Ви можете допомогти проєкту, виправивши або дописавши її. |